# Vainupea
Koordinaten: 59° 35′ N, 26° 16′ O

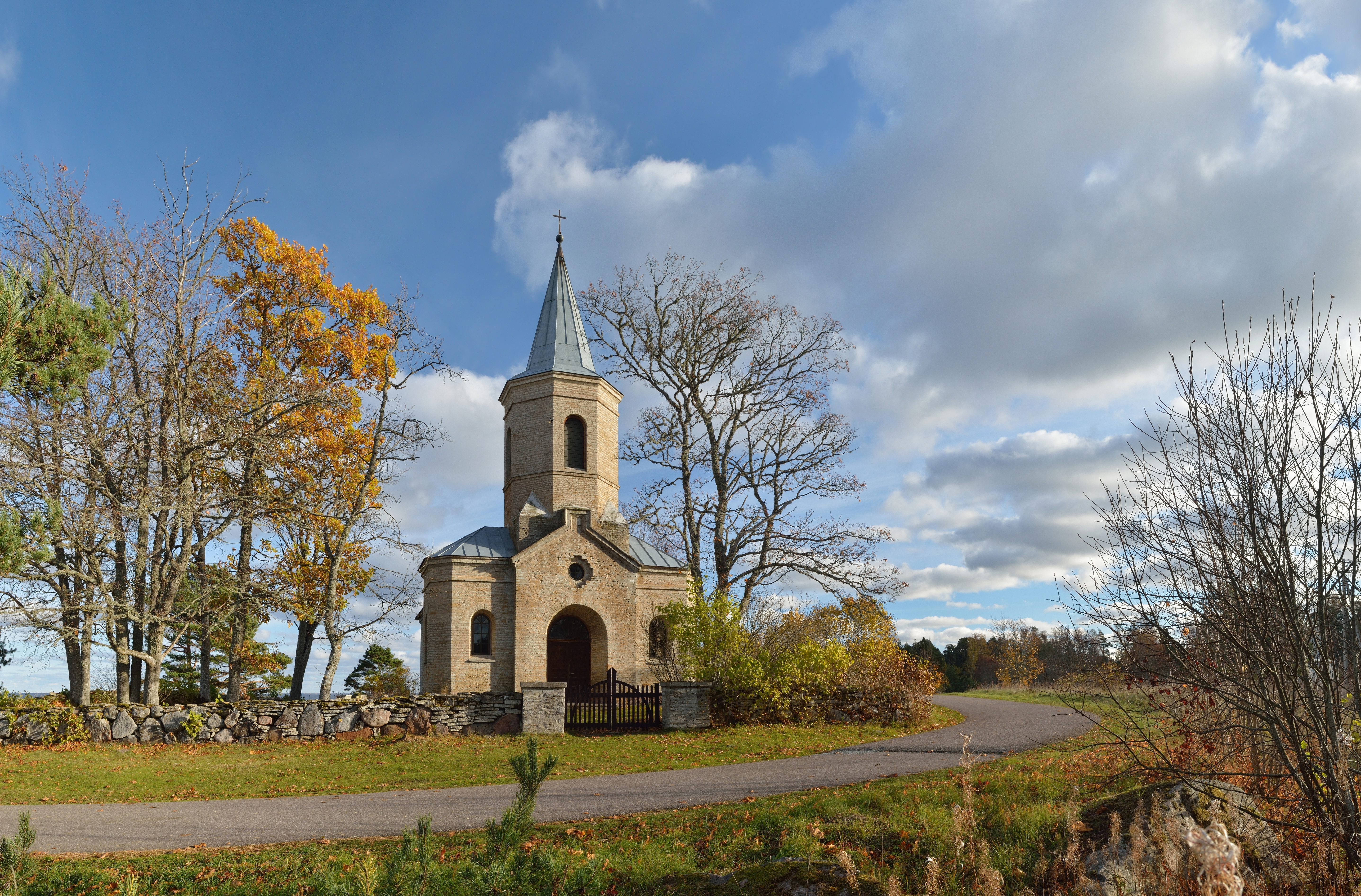
Die Kapelle von Vainupea vom Ende des 19. Jahrhunderts.

Vainupea (deutsch Wainopäh) ist ein Dorf (estnisch küla) in der Landgemeinde Haljala (bis zur Kommunalreform von 2017 in der Landgemeinde Vihula) im Kreis Lääne-Viru in Estland. Es hat 22 Einwohner (Stand 2000). Der Ort liegt östlich des Nationalparks Lahemaa.

## Geschichte
In Vainupea (früher Vainopea) mündet der Fluss Vainupea (Vainupea jõgi) in den Finnischen Meerbusen.
Das Dorf wurde erstmals 1583 als Fischerort erwähnt. Es war später ein Ausfuhrhafen für Brennholz. Bis zum Zweiten Weltkrieg spielte der Warenhandel mit Finnland eine bedeutende Rolle. Daneben wurde Vainupea seit Ende des Jahrhunderts zu einem beliebten Seebadeort für Deutsch-Balten.
Vainupea ist heute bekannt durch einen Jachthafen und die historische Kapelle des Ortes. Das steinerne Gotteshaus mit seinem Turm wurde 1888–1893 anstelle des verfallenen Vorgängerbaus aus Holz direkt an der Ostsee errichtet und 1989 umfassend restauriert.
Auf dem kleinen Dorffriedhof von Vainupea neben der Kirche direkt am Strand liegen einige Maler der estnischen Künstlergruppierung Pallas begraben. Der Bekannteste unter ihnen ist der Meeres- und Landschaftsmaler Richard Sagrits (1910–1968).
Zum Gebiet der Gemeinde gehört auch die Insel Vaindloo (deutsch und schwedisch Steenskär), die nördlichste Insel Estlands.